# Sonnenalm (Gemeinde Bad Mitterndorf)

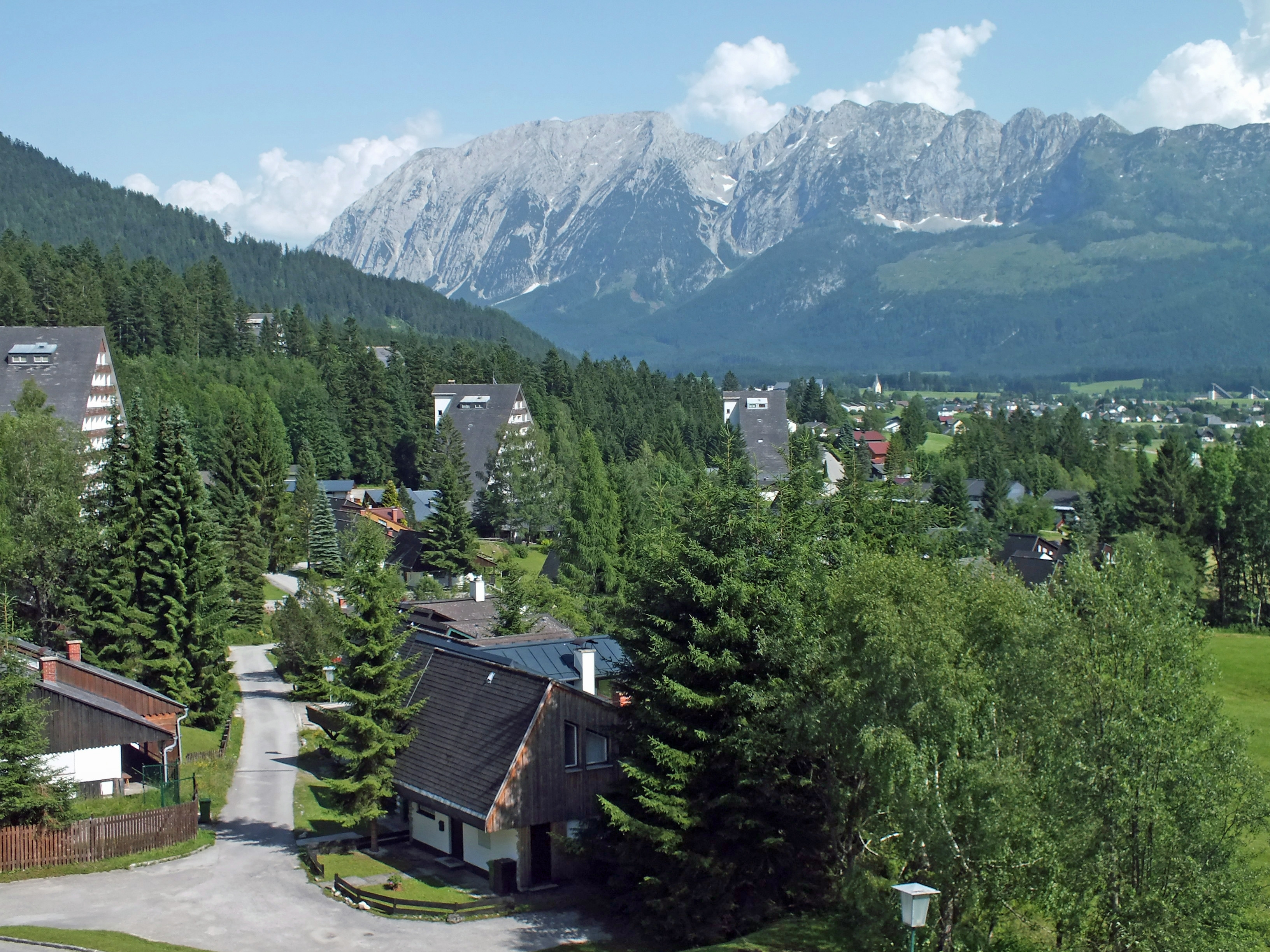
Blick aus dem Appartementhaus 8 auf die Siedlung, das Zentrum von Bad Mitterndorf und den Grimming

Sonnenalm ist eine Feriensiedlung im Hinterbergtal im Steirischen Salzkammergut. Sie ist ein Ortsteil von Bad Mitterndorf und liegt westlich des Ortskerns zwischen den Ortsteilen Obersdorf und Rödschitz auf leicht hügeligem Gelände in einer Höhe von 810 bis 840 Metern. In der Nähe der Siedlung verläuft die Salzkammergutstraße B 145.
Die Siedlung entstand in den 1970er Jahren. Die Bebauung ist gemischt, umfasst verschiedene Hausttypen. Am prägnantesten sind acht sechsstöckige Appartementhäuser, die sich mit ihrer dreieckigen Bauform gut in die Landschaft einfügen sollen, am oberen Ortsrand gebaut. Sie enthalten jeweils über 30 Wohneinheiten verschiedener Größe. An der nördlichen Einfahrt von der B 145 zur Sonnenalm (Sonnenalmweg West) sind in den Hang ansteigende Terrassenhäuser angelegt. Die restliche Bebauung besteht aus einigen Gruppen jeweils gleichartiger Typen von Bungalows. Diese sind teils als Einzelhäuser, teils auch als Reihenhäuser ausgeführt. Etliche Bungalows sind im Laufe der Zeit umgebaut und erweitert worden, einige durch Neubauten anderen Stils ersetzt worden. In der Bebauungsrichtlinie BR2.01 von 1998 sind Details zur Neubebauung bzw. baulicher Veränderungen festgelegt. Die Häuser und Appartements werden sowohl zur dauerhaften Bewohnung, als auch als Feriendomizil, im Eigennutz oder Vermietung genutzt.
Die Lage der Sonnenalm eröffnet in ihrer Umgebung sowohl im Sommer wie im Winter umfangreiche Möglichkeiten der Urlaubsbetätigung. Wellness bietet die nahegelegene Grimming-Therme.

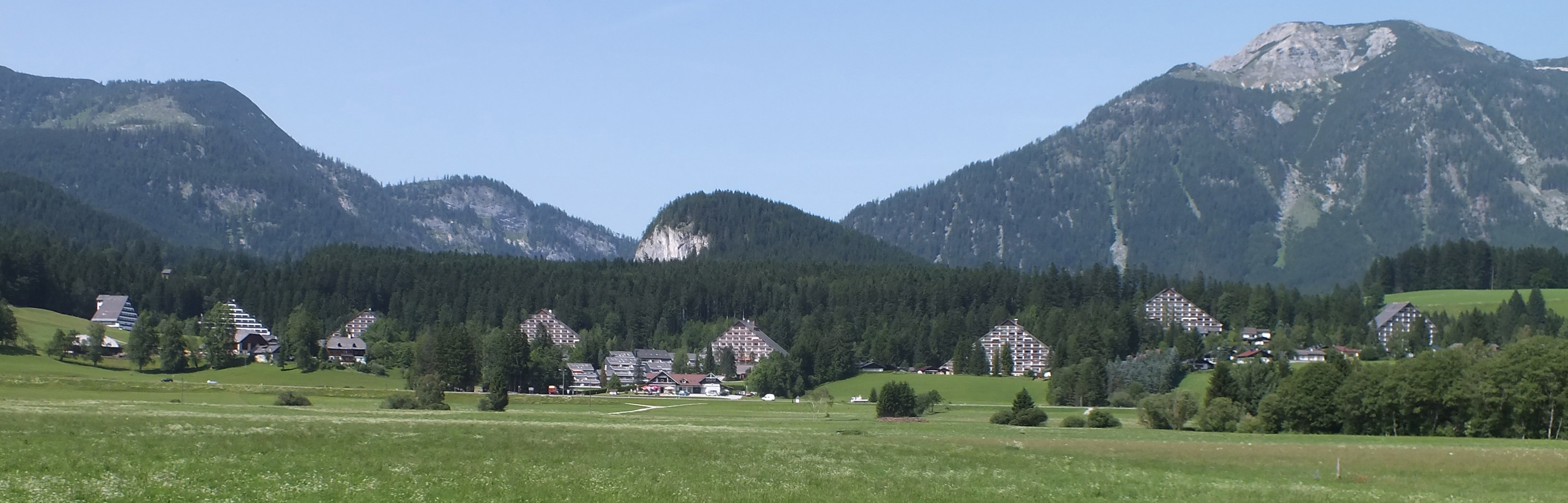
Bad Mitterndorf – Feriensiedlung Sonnenalm
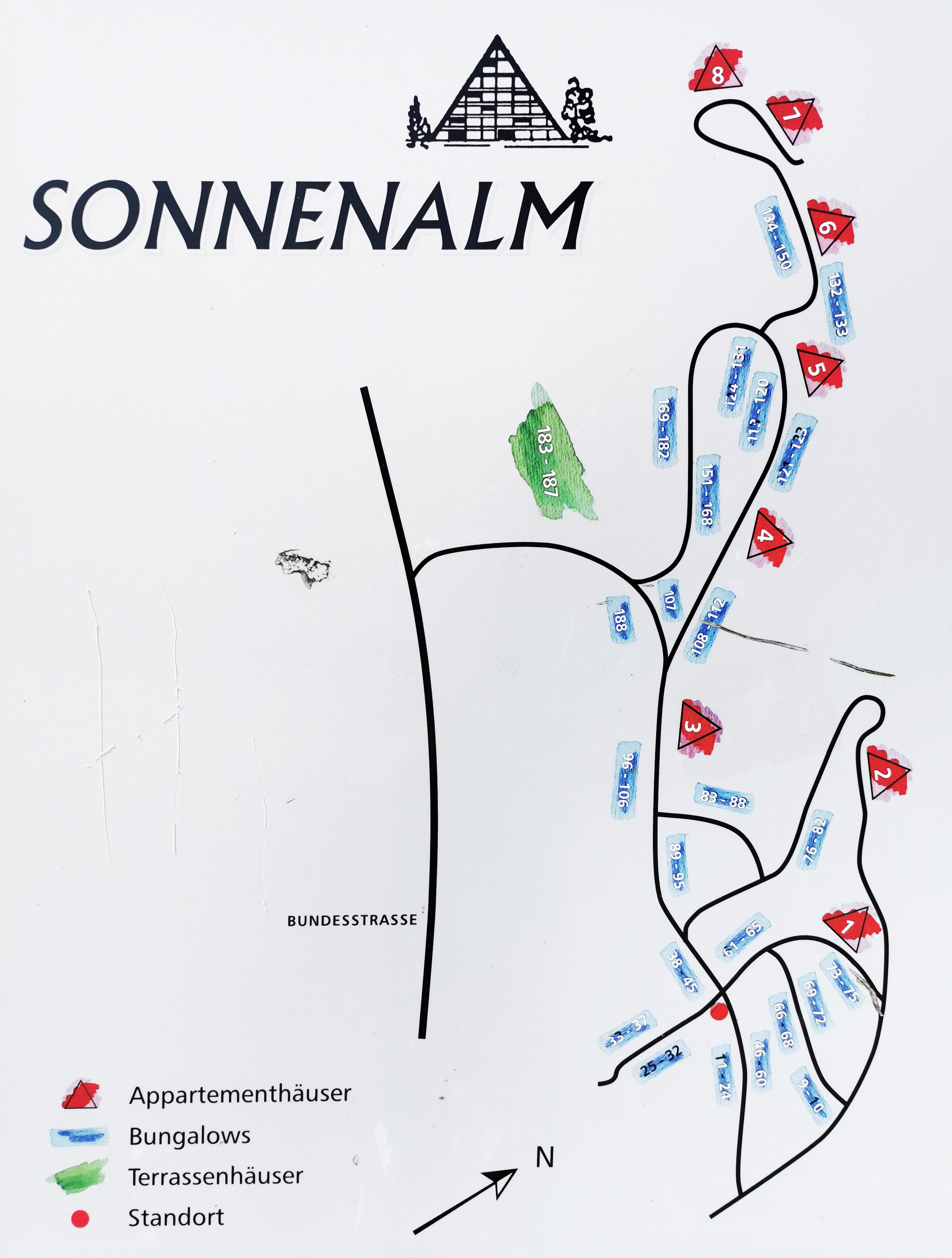
Ortsinfotafel